# WTA-toernooi van Santa Cruz
Het WTA-toernooi van Santa Cruz is een jaarlijks terugkerend tennistoernooi voor vrouwen dat wordt georganiseerd in de Boliviaanse stad Santa Cruz. De officiële naam van het toernooi is Bolivia Open.
De WTA organiseert het toernooi, dat in de categorie "WTA 125" valt en wordt gespeeld op gravelbanen.
De eerste editie ontrolde zich in 2024 en werd gewonnen door de Roemeense Anca Todoni.

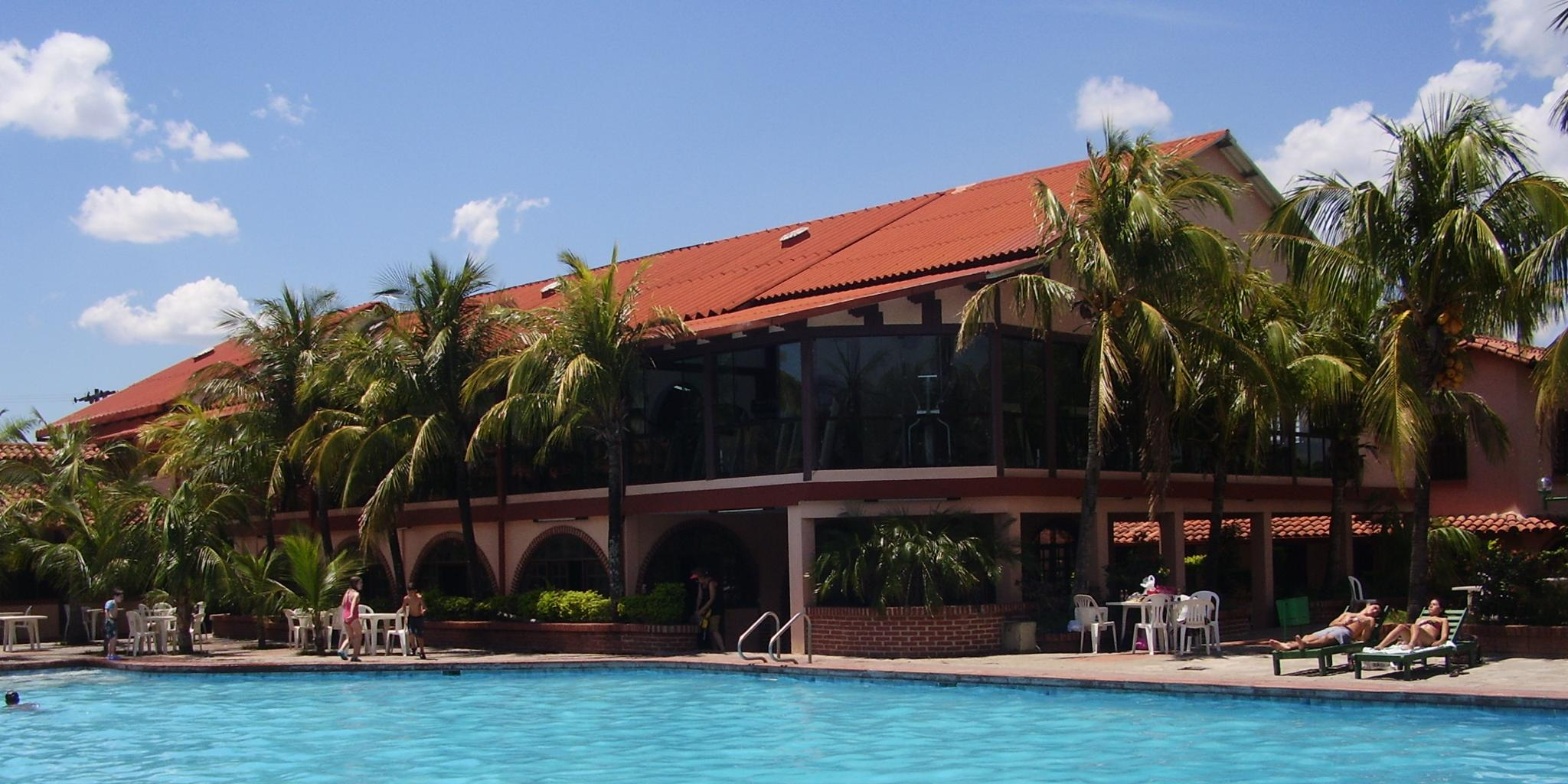
Urbarí Racquet Club in Santa Cruz

## Finales

### Enkelspel
| Datum      | Naam         | Cat.    | ($)     | Ondergrond     | Winnares    | Verliezend finaliste | Uitslag  |         |
| ---------- | ------------ | ------- | ------- | -------------- | ----------- | -------------------- | -------- | ------- |
| 2024-10-28 | Bolivia Open | WTA 125 | 115.000 | gravel, buiten | Anca Todoni | Emiliana Arango      | 7-6, 6-0 | details |

### Dubbelspel
| Datum      | Naam         | Cat.    | ($)     | Ondergrond     | Winnaressen                          | Verliezend finalistes             | Uitslag  |         |
| ---------- | ------------ | ------- | ------- | -------------- | ------------------------------------ | --------------------------------- | -------- | ------- |
| 2024-10-28 | Bolivia Open | WTA 125 | 115.000 | gravel, buiten | Nuria Brancaccio Leyre Romero Gormaz | Aliona Bolsova Valerija Strachova | 6-4, 6-4 | details |

2024
ITF-toernooien (mannen en vrouwen)

ATP-toernooien (mannen) – ATP-seizoen 2025

WTA-toernooien (vrouwen) – WTA-seizoen 2025

Voormalige toernooien mannen
Voormalige toernooien vrouwen
Voormalige amateurtoernooien